# Cantó de Cabourg
El cantó de Cabourg és un cantó francès del departament de Calvados, situat al districte de Caen. Té 13 municipis i el cap es Cabourg.

## Municipis
- Amfreville
- Bavent
- Bréville
- Cabourg
- Colombelles
- Escoville
- Gonneville-en-Auge
- Hérouvillette
- Merville-Franceville-Plage
- Petiville
- Ranville
- Sallenelles
- Varaville

## Història
| Data d'elecció                           | Identitat        | Partit | Qualitat |
| ---------------------------------------- | ---------------- | ------ | -------- |
| 1992-2008                                | Claude Écobichon | PS     |          |
| 2008-                                    | Xavier Madeleine | PS     |          |
| les dades anteriors no són pas conegudes |                  |        |          |
|                                          |                  |        |          |

## Demografia
| A partir de 1990: Població sense dobles comptes |